# Pia-Engel Nixon

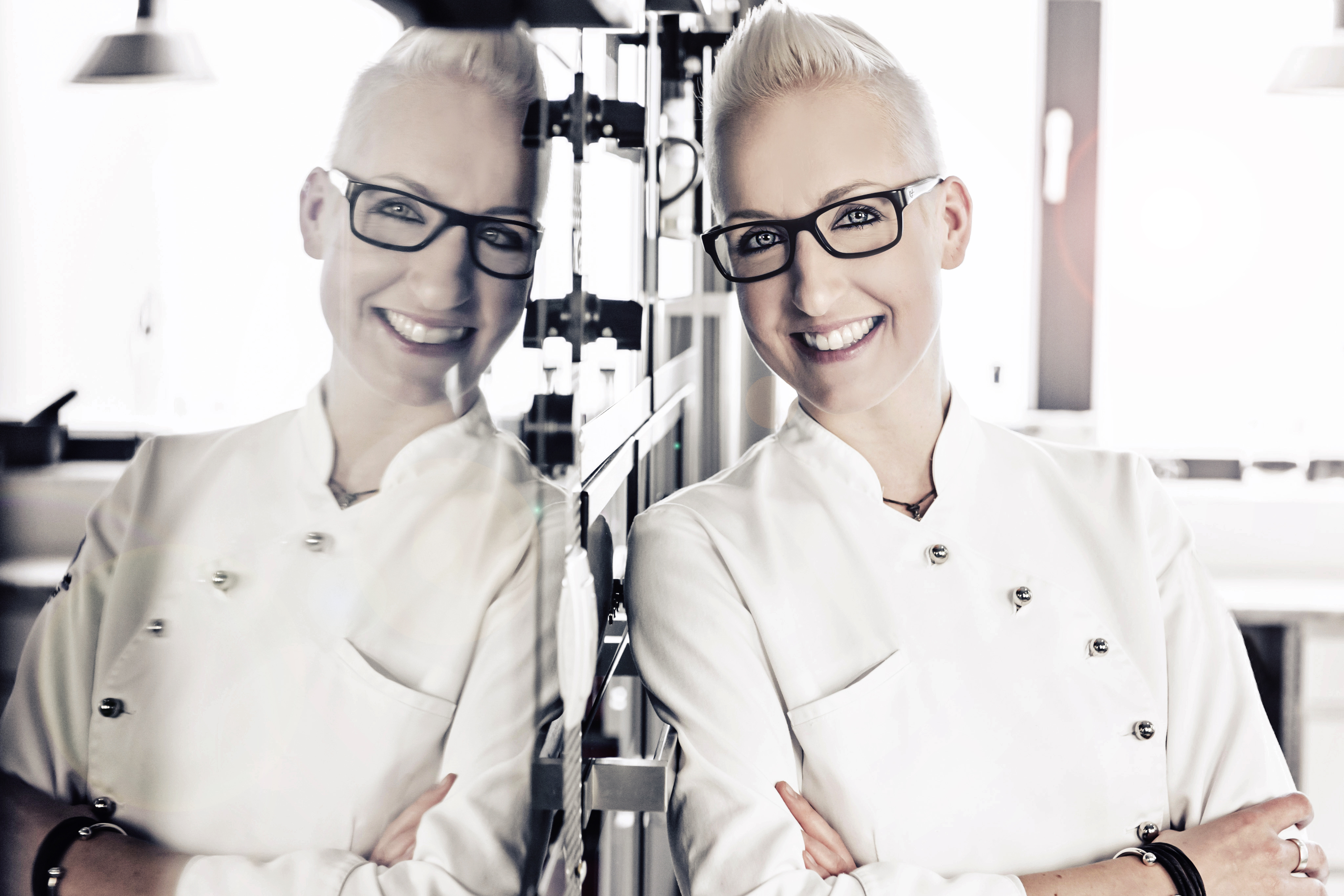
Pia-Engel Nixon 2016

Pia-Engel Nixon (* 27. April 1978 in Herne) ist eine deutsche Köchin, Fernsehköchin und Gastronomin.

## Leben
Nixon siedelte nach ihrem Fachabitur im Jahr 1999 nach Sydney, Australien über. Dort studierte sie Grafikdesign und lernte in verschiedenen Restaurants und Cafés das Kochen. Bevor sie 2009 wieder nach Deutschland zurückkehrte, eröffnete sie ein Restaurant im Hafen von Sydney. In Herten gab sie als Kochdozentin erstmals Kurse für internationale Küche. Ende 2011 machte sich Nixon mit ihrem eigenen Unternehmen Engel’s Küche selbstständig und bereiste Deutschland als Showköchin und Eventköchin für Unternehmen. Von 2012 bis 2016 betrieb Nixon ihre eigene Kochschule im Schloss Bladenhorst.
Außerdem war sie von 2011 bis 2016 Teil des kulinarischen Projekts Pott.Curry. Mit der mobilen Currywurst-Bar caterte sie mit ihrem Team für verschiedene Events und Aftershowpartys, wie z. B. den Deutschen Fernsehpreis.
2015 eröffnete Nixon den ersten Pott.Curry-Imbiss in Deutschland. 2016 drehte sie zusammen mit Frank Rosin Episoden für Rosins Kochschule. Für das TV-Format Abenteuer Leben testete die Köchin außerdem verschiedene Imbiss-Konzepte. Im Juli 2016 eröffnete sie das Restaurant Nixon im Golfclub Haus Leythe in Gelsenkirchen, welches sie bis Ende 2018 betrieb. Ab 2017 war sie Teil der Kochsendung Gekauft, gekocht, gewonnen auf Kabel eins, seit 2019 ist sie als Eventköchin unterwegs. Nixon ist seit 2020 Jurorin für diverse Produkte bei der BILD beim Axel-Springer Verlag in Berlin. Im Sat.1-Frühstücksfernsehen kochte Nixon ab Oktober 2021 jeden Sonntag mit den Zuschauern.
Nixon ist geschieden und lebt seit 2014 in einer festen Partnerschaft. Sie ist Mutter von Zwillingen.

## Auftritte als Fernsehköchin
- 2017: Kerners Köche, ZDF
- 2017: Abenteuer Leben, Kabel eins
- 2017 und 2018: Gekauft, gekocht, gewonnen, Kabel eins
- 2020: Bild TV
- 2021 und 2022: Sat.1-Frühstücksfernsehen
- 2022: „Kühlschrank öffne Dich“ Sat1